# Chirpy Chirpy Cheep Cheep
Chirpy Chirpy, Cheep Cheep è una canzone composta e incisa nel 1970 da Lally Stott,  nota soprattutto nell'interpretazione del 1971 del gruppo scozzese Middle of the Road, che raggiunse la prima posizione nelle classifiche del Regno Unito. Il singolo ha venduto più di dieci milioni di copie fisiche in tutto il mondo.

## Storia
La registrazione originale della canzone di Lally Stott fu pubblicata per la prima volta nel settembre 1970 in Italia, dove Lally viveva da diversi anni. È stato un successo, entrando nella Top 20 all'inizio di ottobre. La casa discografica Philips era riluttante a pubblicarlo all'estero e lo offrì ad altri due gruppi: il gruppo folk-pop scozzese Middle of the Road, che all'epoca lavorava in Italia, e il duo  Mac e Katie Kissoon di Trinidad. Alla fine la Philips pubblicò la versione di Stott in altri paesi; la versione raggiunse la vetta delle classifiche in Australia e Rhodesia, oltre a raggiungere la Top Ten in Sud Africa. Non fu un successo negli Stati Uniti, anche se raggiunse il numero 92 nella Billboard Hot 100, il maggior successo dei  Middle of the Road negli U.S.A.
I Middle of the Road pubblicarono la loro versione nell'ottobre 1970 in Italia, dove non riuscì ad entrare in classifica. Venne pubblicata nel Regno Unito il 15 gennaio 1971; inizialmente divenne un successo solo nell'Europa continentale, ma successivamente crebbe di popolarità anche nel Regno Unito. Entrò nella UK Singles Chart nell'ultima settimana di maggio e raggiunse la vetta della classifica tre settimane dopo, restando in vetta per cinque settimane. 
La canzone è stata inclusa nell'album Top of the Pops, Volume 18.